# Gabriella Csókási
Gabriella Csókási (* 13. November 1995) ist eine ungarische Squashspielerin.

## Karriere
Gabriella Csókási nahm mit der ungarischen Nationalmannschaft sowohl 2015 als auch 2017 an den Europameisterschaften teil. Im Einzel stand sie 2015 und 2018 im Hauptfeld: 2015 schied sie im Achtelfinale gegen Lucie Fialová aus, 2018 kam sie nach einer Niederlage gegen Anna Serme nicht über die erste Runde hinaus. 2015 und 2018 wurde sie jeweils ungarische Meisterin und erreichte drei weitere Male das Finale. In der Weltrangliste erreichte sie ihre höchste Platzierung mit Rang 253 am 29. Juli 2025.

## Erfolge
- Ungarische Meisterin: 2015, 2018